# Ársos, Larnaca
Ársos (turkiska: Yiğitler) är en ort i Cypern.   Den ligger i distriktet Eparchía Lárnakas, i den östra delen av landet, 26 km öster om huvudstaden Nicosia. Ársos ligger 86 meter över havet och antalet invånare är 327. Den ligger på ön Cypern.
Terrängen runt Ársos är platt. Trakten runt Ársos är ganska glesbefolkad, med 26 invånare per kvadratkilometer. Närmaste större samhälle är Larnaca, 18,6 km söder om Ársos. Trakten runt Ársos består till största delen av jordbruksmark.
Medelhavsklimat råder i trakten. Årsmedeltemperaturen i trakten är 23 °C. Den varmaste månaden är juli, då medeltemperaturen är 35 °C, och den kallaste är januari, med 10 °C. Genomsnittlig årsnederbörd är 450 millimeter. Den regnigaste månaden är december, med i genomsnitt 99 mm nederbörd, och den torraste är augusti, med 1 mm nederbörd.